# Острів Рузвельта (Нью-Йорк)
Острів Рузвельта (англ. Roosevelt Island) — вузький острів у протоці Іст-Рівер, Нью-Йорк, що знаходиться між островами Мангеттен та Лонг-Айленд (боро Квінс). З Квінсом острів з'єднує міст острова Рузвельта, з Мангеттеном прямого сухопутного зв'язку не існує. Для того щоб дістатися до Мангеттена, слід через міст Рузвельта потрапити в Квінс, а звідти через міст Квінсборо в Мангеттен, або скористатися відкритою 1976 року канатною дорогою, що з'єднує острів з Мангеттеном. На острові розташована однойменна станція метро лінії Ф, у напрямку з Мангеттена у Квінс. Адміністративно острів знаходиться під юрисдикцією 8-ї громадської ради Мангеттена. За переписом 2007 року, населення острова становить 12 000 осіб. Земля на острові належить місту, але 1969 року штат Нью-Йорк здав в оренду на 99 років «Корпорації міського розвитку».

## Географія
Площа острова 0,59 км², довжина острова становить 3,2 км, максимальна ширина — 240 м.

## Історія
1637 року голландський губернатор Вотер Ван Твіллер купив острів, що тоді називався острів Боров, у індіанців канарсі. 1666 року, після перемоги Англії над Голландією у війні, острів був захоплений капітаном Джоном Меннінгом. 1686 року зять Меннінга Роберт Блеквелл, став новим власником острова й дав йому своє ім'я. 1796 року його правнук Яків Блеквелл спорудив на острові будинок. 1828 року місто Нью-Йорк викупило острів Блеквелла за 32 000$. Упродовж 1921—1973 років острів називався островом Допомоги. А 1973 року був перейменований на острів Рузвельта (на згадку про 32-го президента США).

## Визначні місця та архітектура

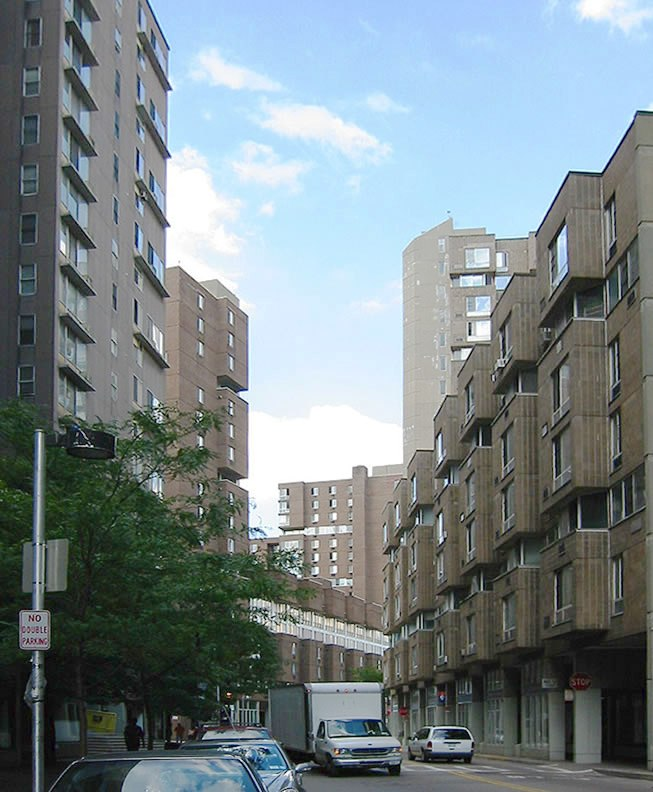
Головна вулиця на острові Рузвельта

Затверджений 1969 року генеральний план розвитку острова розділив його на три частини між громадами. Генеральний план забороняв автомобільний рух у більшій частині острова, всім, хто приїздить на острів на автомобілі, пропонується залишати його у великому гаражі біля мосту Рузвельта й далі рухатися островом пішки або на громадському транспорті.
За першим етапом генерального плану «Північне місто» на острові було реалізовано будівництво чотирьох житлових комплексів: Веств'ю (англ. Westview), Айленд Гаус (англ. Island House), Риверкросс (англ. Rivercross) та Іствуд (англ. Eastwood). В будівництві була застосована інноваційна технологія двоповерхових квартир, так що коридори й ліфти були потрібні мешканцям тільки через три поверхи. Другий етап будівництва був завершений 1989 року, архітектура будівель виконана в неоісторичному пост-модерному стилі. 2013 року було завершено 6 будинків на 1200 квартир за планом «Південне місто».
Більшість жителів острова орендують квартири. Однак права жителів острова захищені законодавчо, й три будівлі знаходяться в процесі приватизації.
1976 року була запущена канатна дорога, що поєднала острів з Мангеттеном. Дорога має довжину 940 м та дві станції.

### Об'єкти Національного реєстру історичних місць США
- Октагон — одна з визначних пам'яток острова. Восьмикутна будівля, споруджена 1839 року архітектором Александром Джексоном Девісом  для міської божевільні. 2006 року будівлю було відновлено й включено в житловий комплекс, всередині є невеликий магазин. На Октагоні розташований найбільший в Нью-Йорку масив сонячних батарей.

- Маяк острова Рузвельта (Blackwell Island Lighthouse[en]) розташований у північній частині острова, побудований у 1872 році.

- Будинок Блеквелла (Blackwell House[en]), споруджений Джейкобом Блеквеллом, є шостим із найстаріших будинків у Нью-Йорку й однією з небагатьох пам'яток архітектури XVIII століття.

- Каплиця «Добрий пастир» (Chapel of the Good Shepherd), споруджена 1888 року архітектором Фредеріком Візерсом (Frederick Clarke Withers).

## Галерея

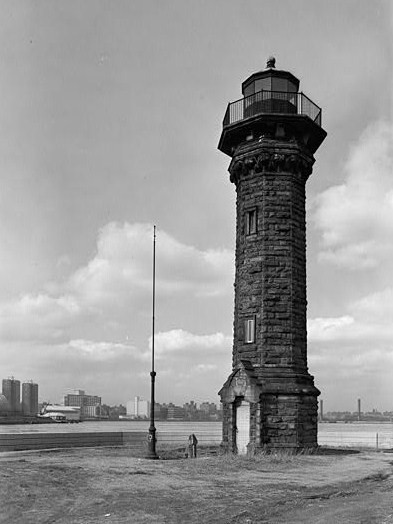
Маяк острова Рузвельта (Blackwell Island Light)
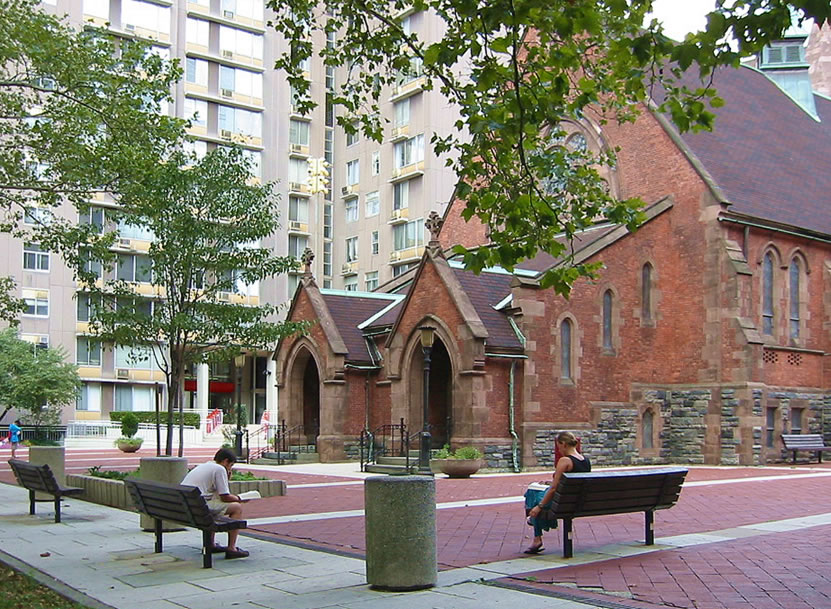
Каплиця «Добрий пастир» (Chapel of the Good Shepherd)
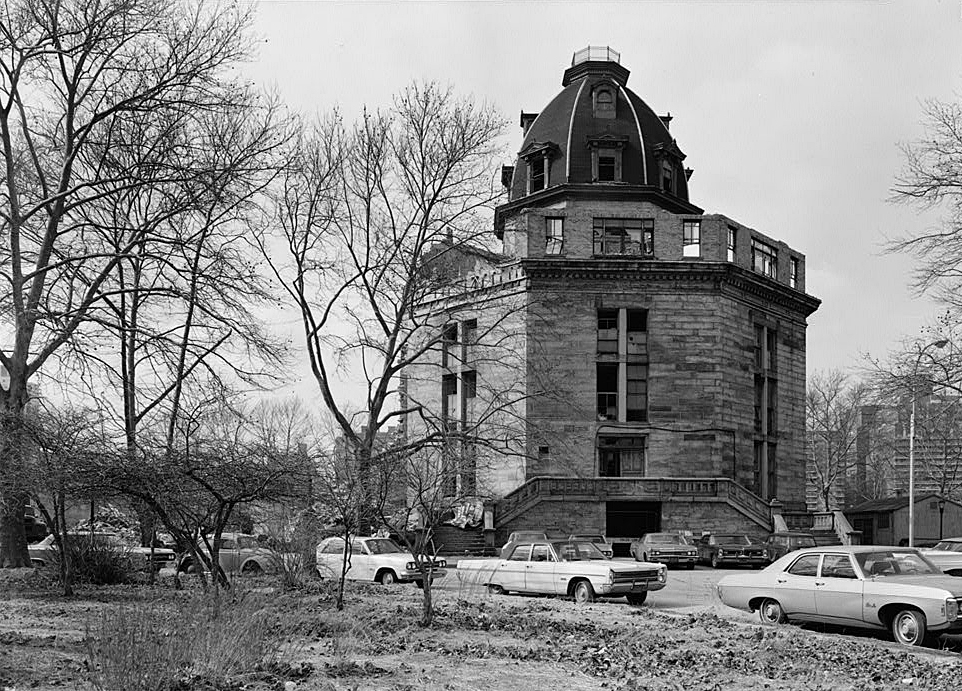
Октагон (фото 1970 року)
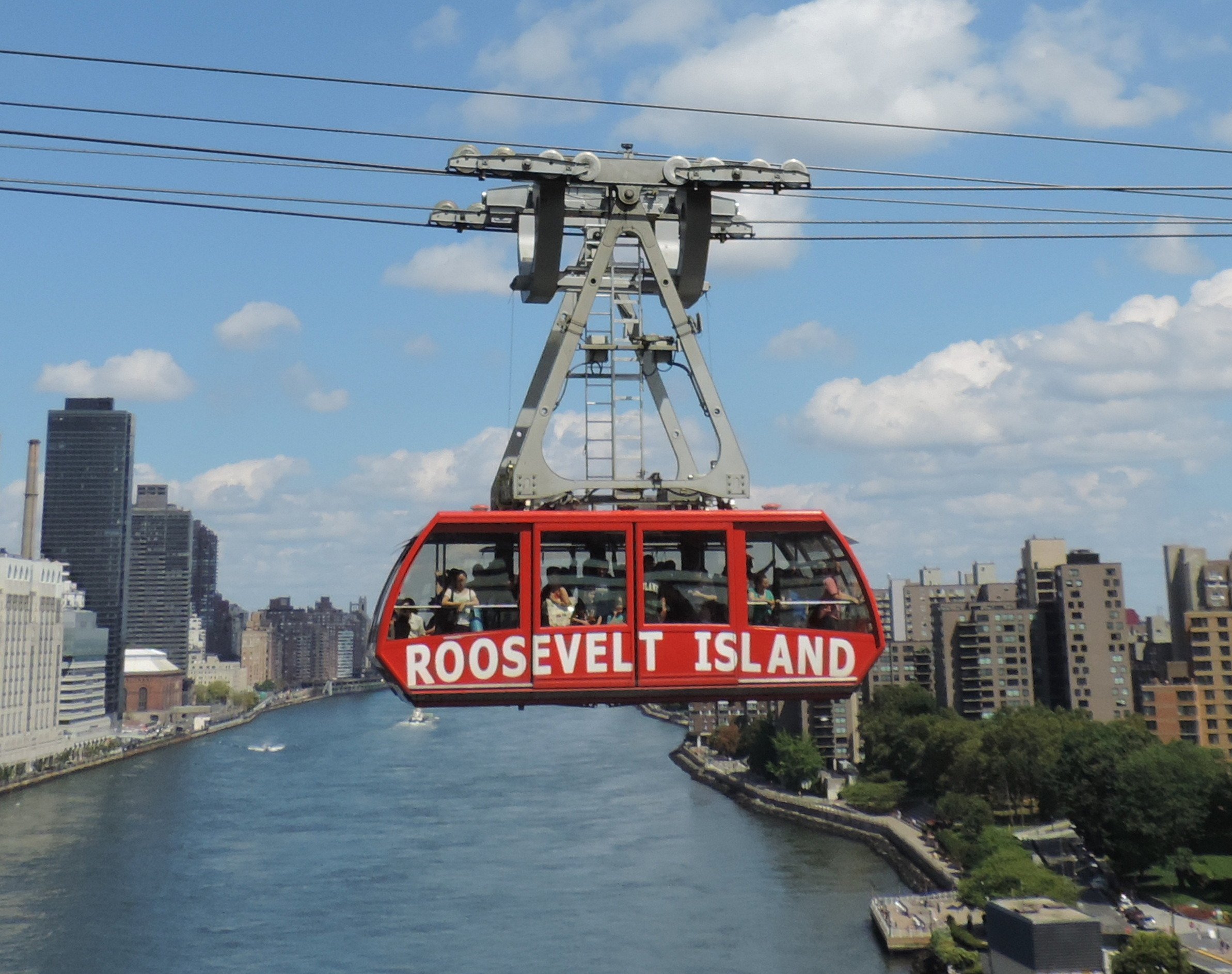
Канатна дорога

## Освіта
- Департамент освіти Нью-Йорка
- P. S. 217/I.S. 217 Roosevelt Island School.
- Філія Нью-Йоркської публічної бібліотеки.